# Комар (герб)
Герб «Комар» (пол. Komar) — польский дворянский герб.

## Описание
В красном поле серебряный кавалерский крест, такой же лилией снизу законченный. 
В навершии шлема три страусовых пера. Герб внесён в 3-ю часть Гербовника дворянских родов Царства Польского (стр. 38).

## Герб используют
Комары, Комар-Забожинские, Комар-Стаховские, Комаровичи.